# Basilica di Santa Maria del Coro
La basilica di Santa Maria del Coro (in basco: Koruko Andre Mariaren basilika) è una basilica di Donostia-San Sebastián costruita in stile barocco e terminata nel 1774; si trova nel centro storico della città (Parte Zaharra) all'incrocio delle vie Abuztuaren 31 e andereño Elbira Zipitria.

## Esterno
Oltre allo stile barocco vi sono anche elementi gotici, churriguereschi e neoclassici; inoltre presenta un bellissimo portico barocco con elementi rococò. La sua facciata e l'ingresso principale sono allineati con la Cattedrale del Buon Pastore, creando un asse formato dalla continuazione della strada principale, che si diventa poi in calle Hernani e in seguito calle Loyola.
I lavori di costruzione iniziarono nel 1743 dal progetto degli architetti Pedro Ignacio Lizardi e Miguel de Salazar, sulla base di un'antica chiesa gotica dei secoli XII e XIII, la cui pianta e orientamento si sono conservati. In vista della basilica dall'esterno è importante evidenziare il portale principale, situato tra le due torri come una pala d'altare, e sul quale possiamo vedere la figura martirizzata di San Sebastiano, i simboli papali, che le danno lo status di basilica minore, e lo scudo della città che incorona l'edificio.

## Interno
L'interno ha una ampiezza di 48 per 33 m, suddiviso in tre navate, che a loro volta possono essere suddivisi in 4 zone, in funzione degli assi dei pilastri della navata. Sei pilastri e le pareti con pilastri sostengono le volte a modo di contrafforti. I pilastri ottagonali hanno i capitelli ad un'altezza di 15 m, con la volta centrale che è la più grande con un'altezza di oltre 27 m. Verso il fondo della navata e sul lato destro ci sono diverse stanze, che sono per l'uso come uffici parrocchiali o altri servizi (cappella quotidiana, sacrestia, sale macchine, negozi e altri usi).
L'altare maggiore è dedicato alla Vergine del Coro che, insieme a San Sebastián, è la patrona della città. L'immagine della Vergine è una scultura in legno di circa 40 cm. che può essere datato tra il XV-XVI secolo. Da mettere in evidenza la dolcezza della sua espressione e la sua carnagione scura. San Sebastiano è anche presente in entrambe le tele dell'altare maggiore, lavori di Luis Boccia dell'anno 1819; inoltre è presente anche una scultura della facciata.
All'interno da segnalare gli altari centrali e laterali, opere di stle neoclassico di Diego de Villanueva e Francisco Azurmendi.